# Steinbach-Hallenberg
Steinbach-Hallenberg è una città di 9 435 abitanti della Turingia, in Germania.
Appartiene al circondario di Smalcalda-Meiningen.

## Storia
Il 1º gennaio 2019 vennero aggregati alla città di Steinbach-Hallenberg i comuni di Altersbach, Bermbach, Oberschönau, Rotterode, Unterschönau e Viernau.